# 月照松林
29°34′01″N 115°58′23″E / 29.56694°N 115.97306°E
月照松林是中国江西省九江市庐山上的著名景点，位于牯牛岭上。月照松林摩崖石刻于1986年被列为九江市文物保护单位。
从牯岭街邮局旁有一条小道通往西南的山岗上，小道名为“松树路”，路边皆为松树，此处的松树多为20世纪30年代栽植。行二三里，见路旁有巨石，即到“月照松林”。巨石上有多个石刻，其中“月照松林”为冯祖树题，“山叠千重”为喻味斋题，“虎守松門”为陈三立题，此外还有马占山的题诗等石刻。
陈三立故居“松门别墅”（现为江西省文物保护单位）即在“月照松林”旁。